# Carl Sprengel
Carl Sprengel (Schillerslage bij Burgdorf (Hannover), 29 maart 1787 - Regenwalde, 19 april 1859), was een Duitse landbouwkundige. Zijn wetenschappelijk streven was, de nieuwe ontdekkingen in de scheikunde en natuurkunde toe te passen binnen de landbouw. Binnen de nieuwe landbouwkunde van de 19e eeuw geldt hij in Duitsland, naast Albrecht Thaer en Justus von Liebig,  als een van de drie pioniers in deze tak van wetenschap.

## Levensloop

### Jeugd en studiejaren
Sprengel was de zoon van een postmeester uit de regio Hannover. Zijn vader had daarnaast een regionale bestuursfunctie. Het gezin woonde daarom in een grote herenboerderij en was welgesteld. Sprengel had al vroeg belangstelling voor het agrarisch bedrijf en trad reeds als jongen van 15 in dienst van Albrecht Daniet Thaer, die toen in Celle een landbouwkundig opleidingsinstituut had. Twee jaar later, in 1804, volgde Sprengel zijn leraar naar het Pruisische Möglin. Tot 1808 werkte hij daar, uiteindelijk in een leidinggevende functie. Daarna gaf hij tot ca. 1818 landbouwkundige adviezen aan eigenaren van landgoederen en grote boerderijen overal in Pruisen. 's Winters studeerde hij te Dresden scheikunde en moderne talen. Ook maakte hij studiereizen naar o.a. Nederland, en bezocht Philipp Emanuel von Fellenberg, die in Hofwil bij Münchenbuchsee, Zwitserland, een destijds befaamde modelboerderij had.

### Aan de universiteit vanGöttingen
Sprengel was door zijn opgedane kennis en ervaring tot de conclusie gekomen, dat kennis van de natuurwetenschappen onontbeerlijk was, om de opbrengst van landbouwgewassen te optimaliseren. In 1821 ging Sprengel, hoewel hij intussen 34 jaar oud was, aan de Universiteit Göttingen natuurwetenschappen studeren. Reeds twee jaar later verwierf hij er in de scheikunde en economie een doctorstitel. In 1826 kreeg hij het recht om er ook te doceren. Hij hield baanbrekende lezingen, schreef in 1831-32 het tweedelige studieboek Chemie für Landwirthe, Forstmänner und Cameralisten, en deed chemische proeven met o.a. meststoffen.
In 1826 weerlegde hij een nog op Aristoteles teruggaande theorie, volgens welke planten alleen leefden van de humus, d.w.z. wat uit de omgeving van de plant zelf kwam. Hij stelde, eerder nog dan Justus von Liebig, dat als een plant aan maar een van de stoffen, die zij van nature nodig heeft, een tekort heeft, zij niet behoorlijk verder kan groeien. Liebig voegde daaraan later nog factoren als warmte, licht e.d. toe en voltooide zo de theorie, die als Wet van Liebig de wetenschappelijke geschiedenis is ingegaan.

### Professor teBraunschweig
Sprengel zag in, dat hij zijn theorieën alleen toepassing kon doen vinden, als hij ze door proeven in het veld kon toetsen en onderbouwen. Daartoe kreeg hij in Göttingen geen mogelijkheid. Aan het Collegium Carolinum in (Brunswijk) Braunschweig kreeg hij die kans wel. Aanvankelijk kreeg hij niet de beschikking over terreinen voor landbouwkundige experimenten, en Sprengel vulde zijn tijd o.a. met het redacteurschap van een vaktijdschrift. In 1835 kreeg hij het recht, de titel professor te voeren en leidde als eerste in Duitsland een practicum over landbouwkundige chemie. Grootschalige praktijkproeven in het terrein kon Sprengel echter ook in Braunschweig niet uitvoeren. In de periode van 1837 tot begin 1839 schreef hij drie zeer invloedrijke wetenschappelijke boeken over respectievelijk bodemkunde, bodemverbetering en bemesting, die tot in de 21e eeuw invloed op de wetenschappelijke literatuur behielden.

### 1839-1859: Regenwalde
Een hoge, adellijke Pruisische beambte, en eigenaar van een landgoed, Georg Philipp Ludolph Beckedorff (1778–1858), voorzitter van een economisch comité in Pommeren, nodigde Sprengel in 1859 uit, om secretaris-generaal van dit comité te worden. Sprengel vestigde zich in het plaatsje Regenwalde en stichtte daar in 1842 een opleidingsinstituut, dat al spoedig overheidssubsidie kreeg en in 1846 de naam Landbau-Academie zu Regenwalde kreeg. Ook richtte hij een fabriek voor verbeterd landbouwgereedschap op. Zijn ervaringen met de door hem gewenste grootschalige experimenten, in feite Sprenges levensdoel, verwerkte hij  van 1847-52 in een driedelig, in duidelijke en begrijpelijke taal geschreven handboek, dat tegenwoordig in Duitsland nog altijd wordt bestudeerd. Ook was hij van 1840-1853 redacteur van een nieuw vaktijdschrift op dit gebied.

### Privéleven
Sprengel trad pas op gevorderde leeftijd in het huwelijk. In 1841 trouwde hij met de toen 19-jarige dochter van een Pruisische majoor, die ook van adel was. Uit dit huwelijk, dat Sprengel ook toegang bood tot adellijke kringen, werden een zoon en een dochter geboren.
In 1859, op 72-jarige leeftijd, overleed Sprengel aan een hartkwaal. In hetzelfde jaar overleed ook zijn echtgenote. De landbouw-academie werd na Sprengels dood opgeheven.

## Eerbewijzen
- Op de plaats van een ouder, in de Tweede Wereldoorlog zwaar beschadigd gedenkteken is in 2004 in Resko een tweetalig (Duits en Pools) monument voor Sprengel opgericht.
- Pas rond 1950 werd het werk en het leven van Sprengel door wetenschappers uit de vergetelheid teruggehaald, hetgeen aanvankelijk enig opzien baarde. Sprengels collega Justus von Liebig had de deels door Sprengel, deels door hemzelf ontwikkelde kennis sterk in de publiciteit gebracht, en een eeuw lang werd het aandeel van Sprengel in deze ontwikkeling genegeerd en aan Liebig toegeschreven. Een Duitse wetenschappelijke instantie [5] stelde in 1954 een prijs voor wetenschappelijke prestaties op dit gebied in, die terecht de naam Sprengel-Liebig-Medaille kreeg.

## Werken (selectie)
- Chemie für Landwirthe, Forstmänner und Cameralisten, Göttingen, 1831-32
- Die Bodenkunde (...), Leipzig, 1837
- Die Lehre von den Urbarmachungen und Grundverbesserungen (...), Leipzig, 1838
- Die Lehre vom Dünger (...), Leipzig, 1839
- Meine Erfahrungen im Gebiete der allgemeinen und speciellen Pflanzen-Cultur, 3 delen, Leipzig, 1847-52.

## Galerij

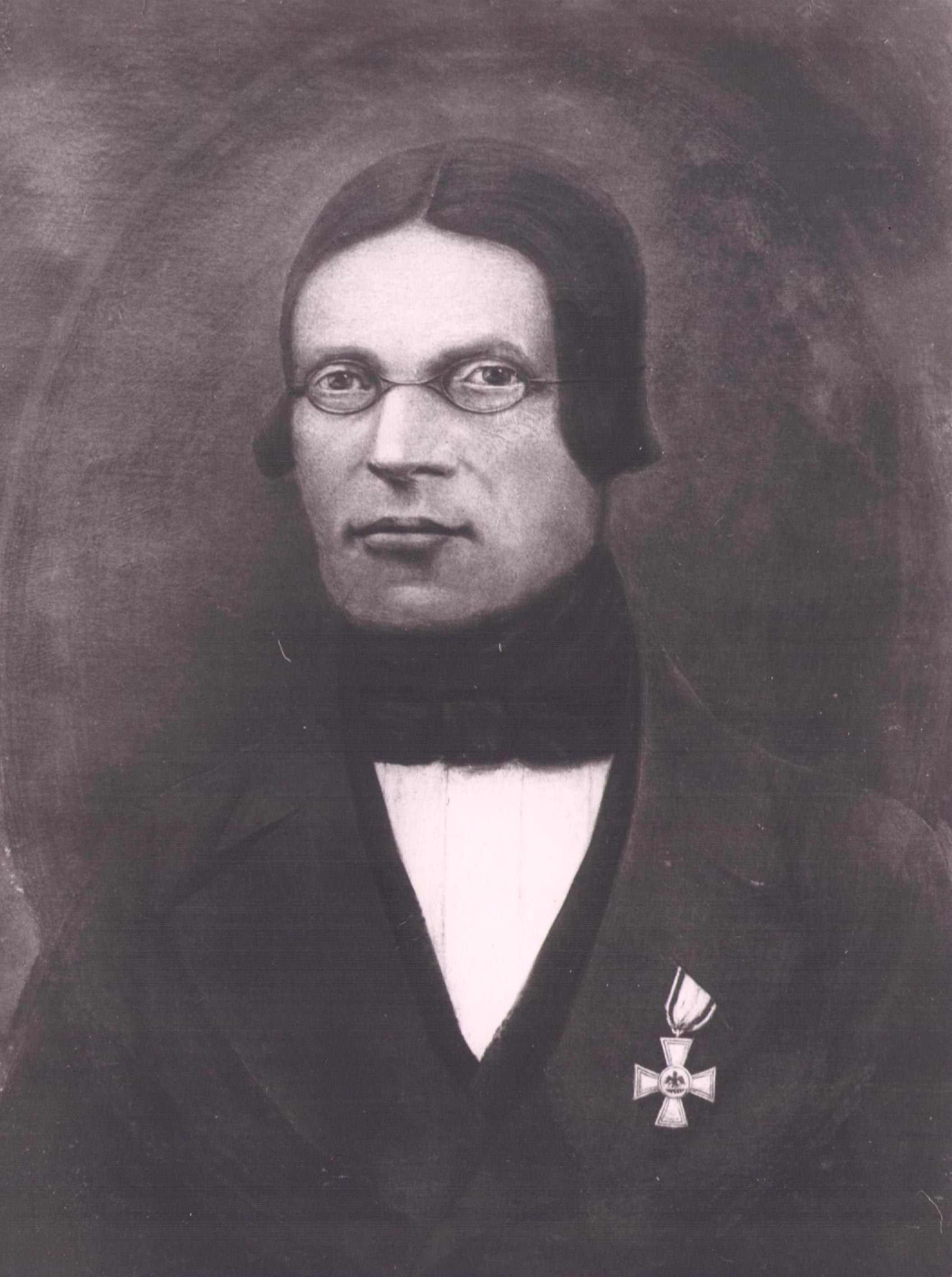
Portret van Carl Sprengel
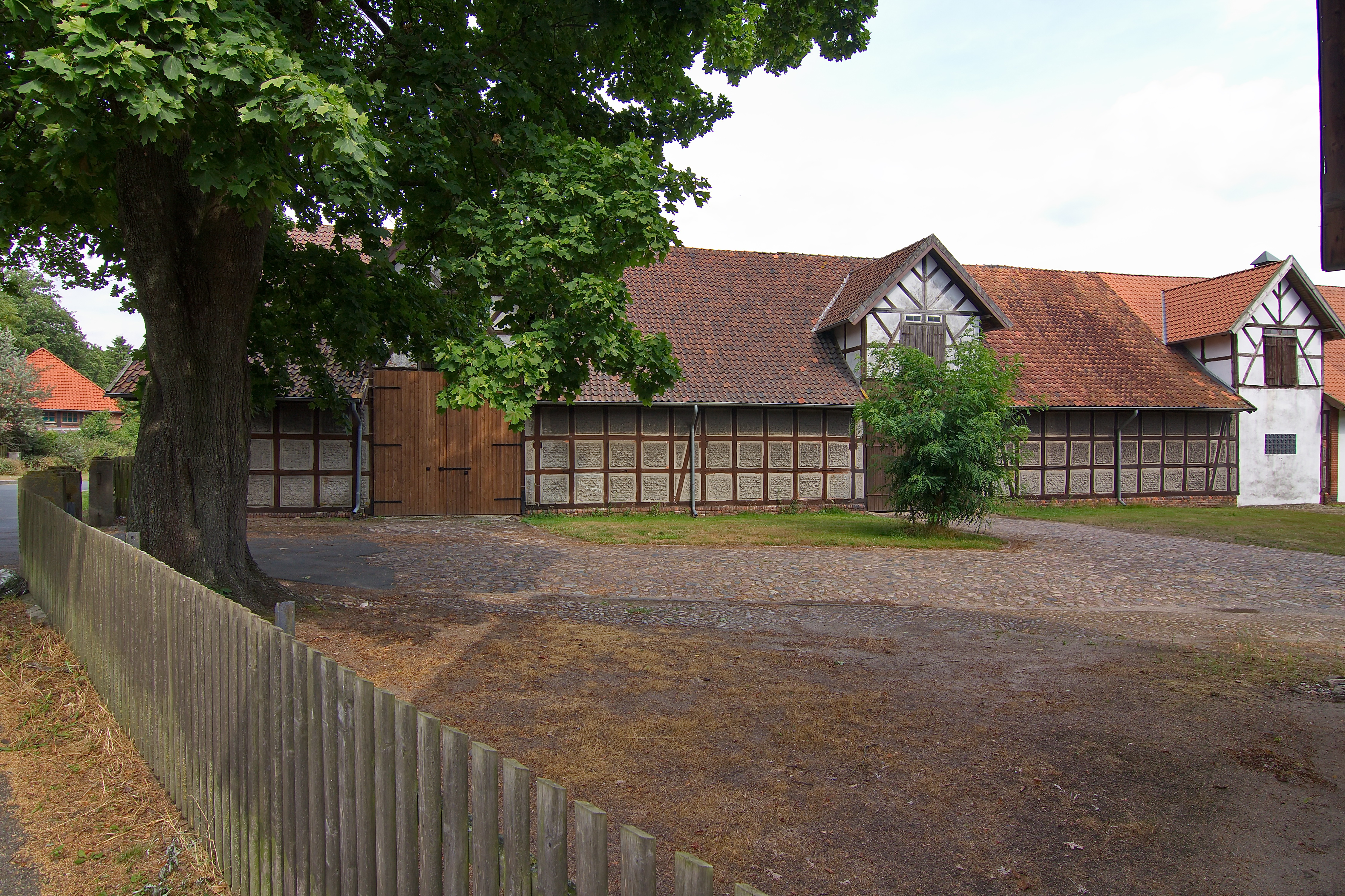
Geboortehuis van  Carl Sprengel in Schillerslage
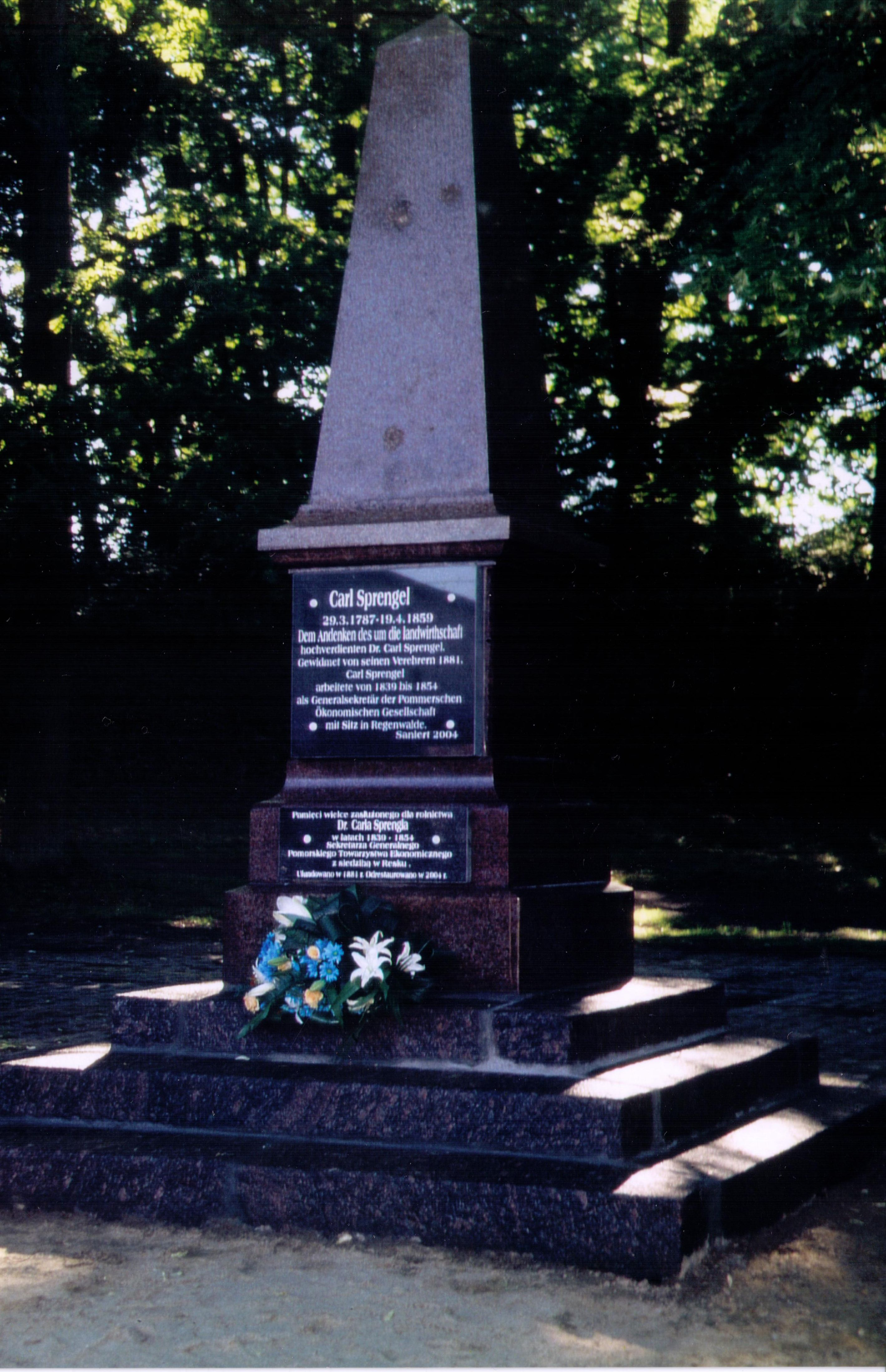
Monument voor Sprengel te Resko (Regenwalde)